# АППС К-134

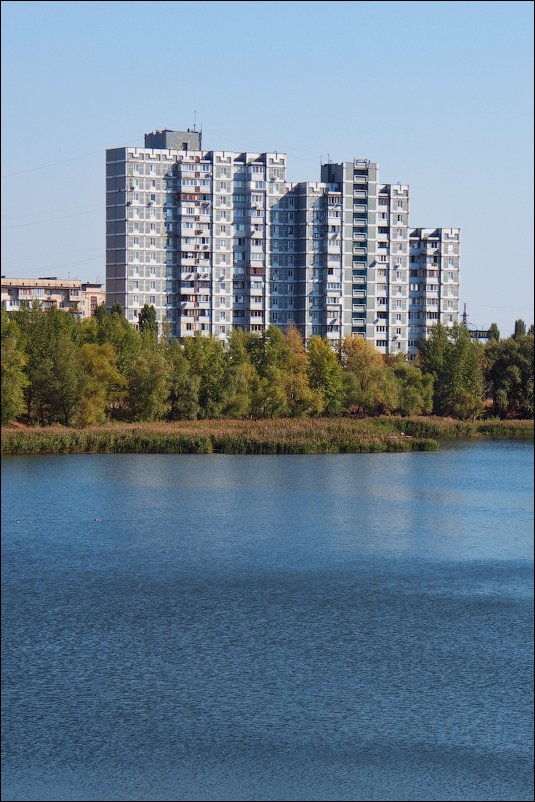
Первый дом АППС 1984 года постройки. Киев, Оболонь

АППС (Адресная проектно-производственная система) К-134 — серия крупнопанельных жилых домов для строительства в Киеве, Донецке и Кривом Роге. Первый дом этой серии был сооружен в 1984 году во втором микрорайоне Оболони в Киеве.
Серия была разработана в 1984—87 годах архитектором С. Синицыной. В основе серии лежат варианты укрупненных объемно-планировочных элементов (КОПЭ), что обусловливает огромное разнообразие планировок и блок-секций. Внешние стены сделаны из керамзитобетонных панелей, внутренние стены и перекрытия — из железобетонных панелей, перегородки — гипсоблочные.

## Распространение серии
Серия впервые была применена во втором, образцово-показательном микрорайоне Оболони в виде каскадных 10—16-этажных жилых домов, облицованных зелёной и синей плиткой (1984-1986 годов постройки). В дальнейшем серия претерпела небольшие изменения — вместо каскадных стали возводиться протяженные дома-пластины в 12—16 этажей, а цвет плитки сменили на бежевый и коричневый. В начале 2000-х годов серию снова модернизировали (модификации АППС-Люкс) — цвета облицовочной плитки наконец-то разнообразились, были добавлены дополнительные окна на лестничной клетке, вместо деревянных окон стали ставить пластиковые. Разнообразили и внешний вид в целом — так, на улице Северной на Оболони появился жилой 16-этажный дом с синими пирамидальными завершениями подъездов, а на улице Пулюя в Кадетском Гае был построен дом с пентхаусами. С 2005 года началось возведение 22-этажных домов этой серии — на Позняках, Троещине и Новобеличах.
Домами этой серии застроены север Оболони, Троещина, Харьковский массив, Позняки, Осокорки, Воскресенка, Лесной массив, Нивки, Беличи, Теремки. Также дома АППС можно встретить в Донецке, Луганске и Харцызске — там они 10-12-этажные, облицованные киевской бежевой плиткой, единственное отличие — в оформлении подъездных лоджий; в Кривом Роге — там эти дома облицованы синей, коричневой и белой мелкой плиткой («кабанчик») без характерных белых полос, этажность — 12—16 этажей.

## Характеристики серии
Высота помещений — 271 см, этажа — 285 см. В серии запроектировано 3 варианта 1-комнатных квартир (41/12; 34/12; 49/18 м2), 2 варианта 2-комнатных (53/30 м2), 5 вариантов 3-комнатных (74/43; 73 / 44; 71/43; 74/44 м2) и один 4-комнатной (95/55 м2). В 3—4-комнатных квартирах есть холл площадью 10—11 м2. В каждой секции от двух до трёх пассажирских и грузопассажирских лифта. Отопление, холодное и горячее водоснабжение — централизованные.

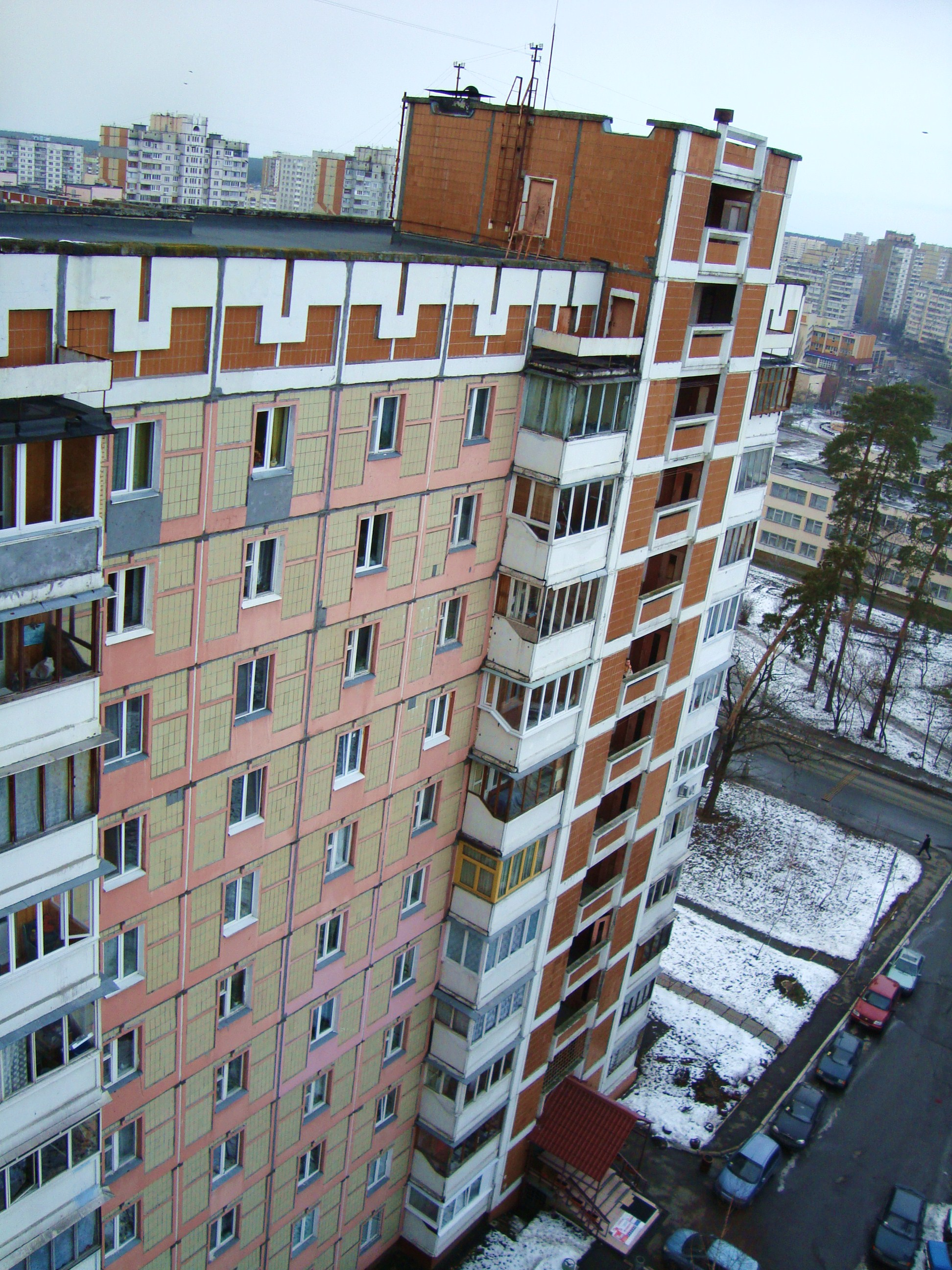
АППС К-134 1990 года на Беличах.
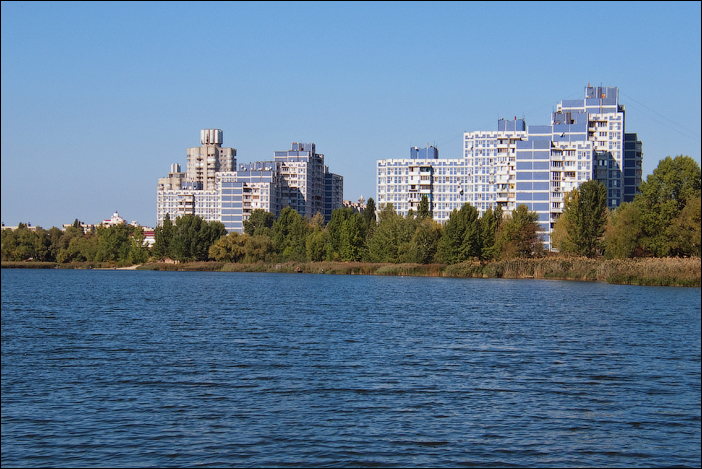
Застройка набережной Иорданского озера (Киев, Оболонь).
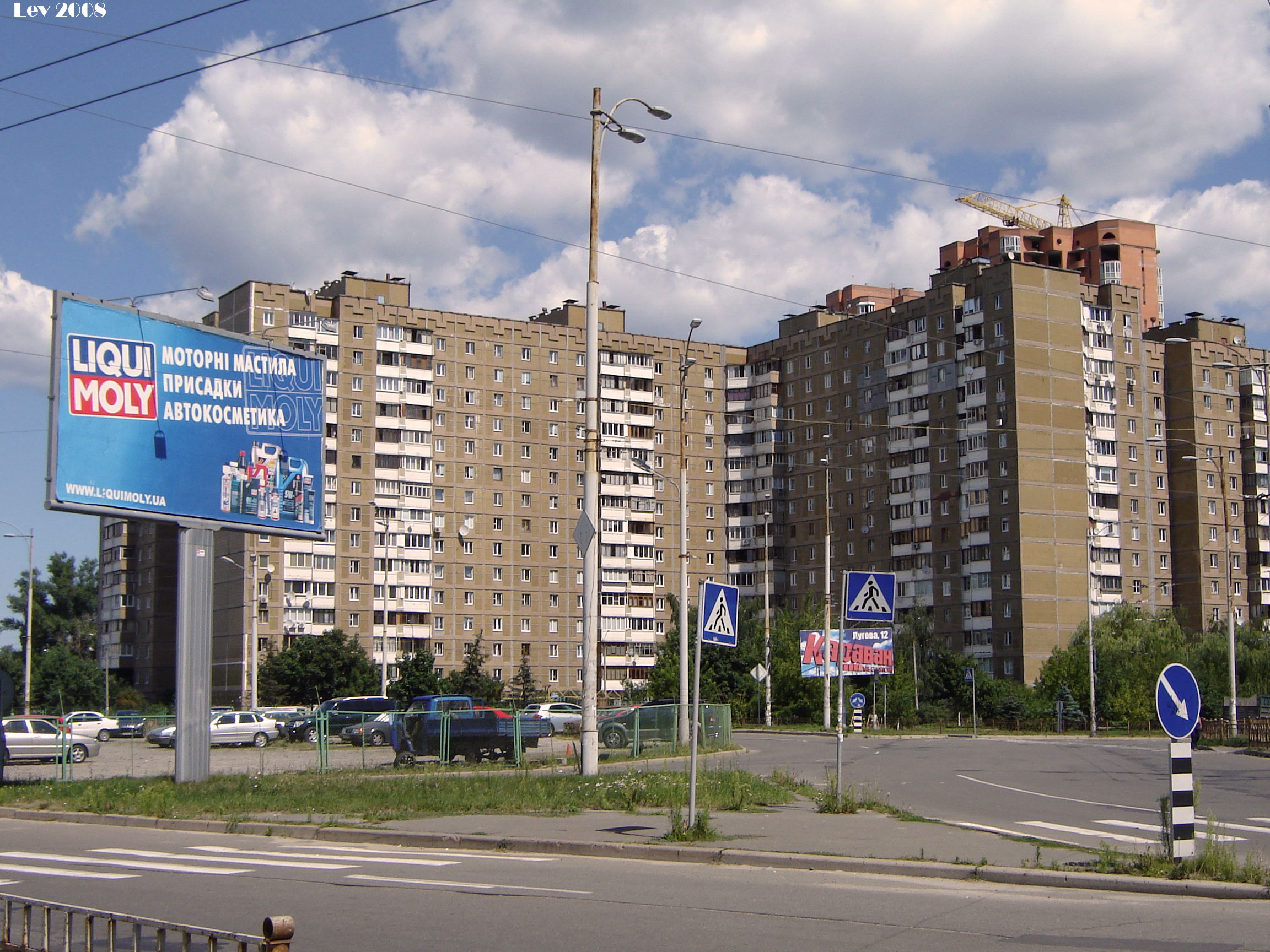
АППС К-134 начала 1990-х на Беличах, Киев.